# Alena Havlíčková
Alena Havlíčková – Kotková (6. dubna 1931, Praha – 6. dubna 2008, Praha) byla česká divadelní a filmová herečka a šansoniérka. Mezi její největší hity patří např. Flandry, Chvíle lásky, Jan miluje Lenku, Král nabíd' rámě malé markýze, Panoše či Svatá válka.

## Život
Narodila se 6. dubna 1931 v Praze.
Navštěvovala pěvecké oddělení Pražské státní konzervatoře. Po absolvování získala angažmá v Slováckém divadle v Uherském Hradišti. Po jedné sezóně odešla do Městského oblastního divadla v Mladé Boleslavi, kde také zůstala pouze rok a poté získala angažmá v Divadle pracujících v Mostě. Ani poté zde nezůstala dlouho, opět po jedné sezóně získala roku 1959 nabídku z divadla Paravan. Zde získala zkušenost se zpíváním šansonů a po zrušení divadla odešela jako zpěvačka do Armádního uměleckého souboru Víta Nejedlého v Praze. Začala také veřejně vystupovat s dalšími zpěváky, tato skupina byla označována jako Pražský šanson.
Na svém repertoáru z velké části spolupracovala se skladatelem Jaroslavem Jakoubkem a básníkem Josefem Kainarem a poté také s duem Milana Jíry a Ivo Štuky.
V 80. a 90. letech působila na Pražské konzervatoři jako profesorka interpretace šansonu.
Zemřela v den svých 77. narozenin, 6. dubna 2008 v Praze.

## Diskografie
- Láska se oplácí (Supraphon 1969)
- Český šanson 1969 (Supraphon 1969) – spolupráce
- Český šanson 1970 (Supraphon 1971) – spolupráce
- Alena Havlíčková – láska se oplácí (Panton 1974)
- Písničky Jaroslava Jakoubka (Panton 1983) – spolupráce

## Filmografie
- Mladé rampy (1960)